# Brokenborough
Brokenborough – wieś w Anglii, w hrabstwie Wiltshire. Leży 63 km na północ od miasta Salisbury i 139 km na zachód od Londynu.